# Do it!
「Do it!」（ドゥー・イット！）は、日本の歌手・倉木麻衣の配信限定シングル。

## 解説
- 「WE ARE HAPPY WOMEN」に続いてリリースされた、3週連続配信リリースの第2弾。
- 名古屋で2012年から毎年開催されている、名古屋ウィメンズマラソン 2018の公式応援ソングとしてリリースされた[2]。
- 2018年3月11日、ナゴヤドームで行われたマラソンEXPOにて「渡月橋 〜君 想ふ〜」、「Stand Up」などとともに初披露された[3]。

## 収録曲
1. Do it!
作詞：倉木麻衣 / 作曲・編曲：徳永暁人

## 参加ミュージシャン
- 倉木麻衣 - ボーカル・コーラス
- 徳永暁人 - 作曲・編曲・コーラス・ギター・シンセサイザー